# Juan de Herrera

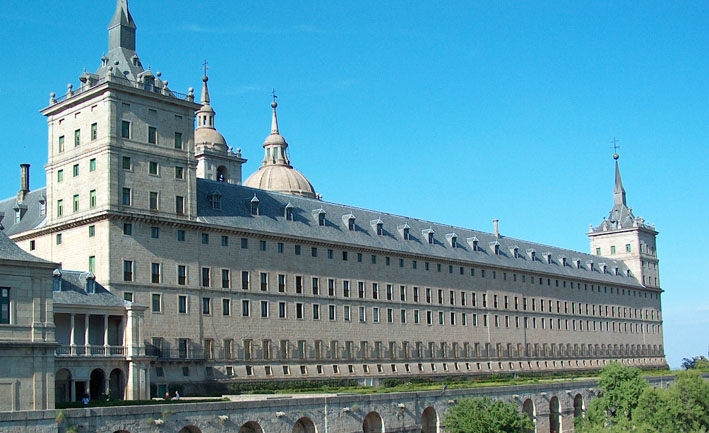
El Escorial, van Juan Bautista de Toledo en Juan de Herrera.

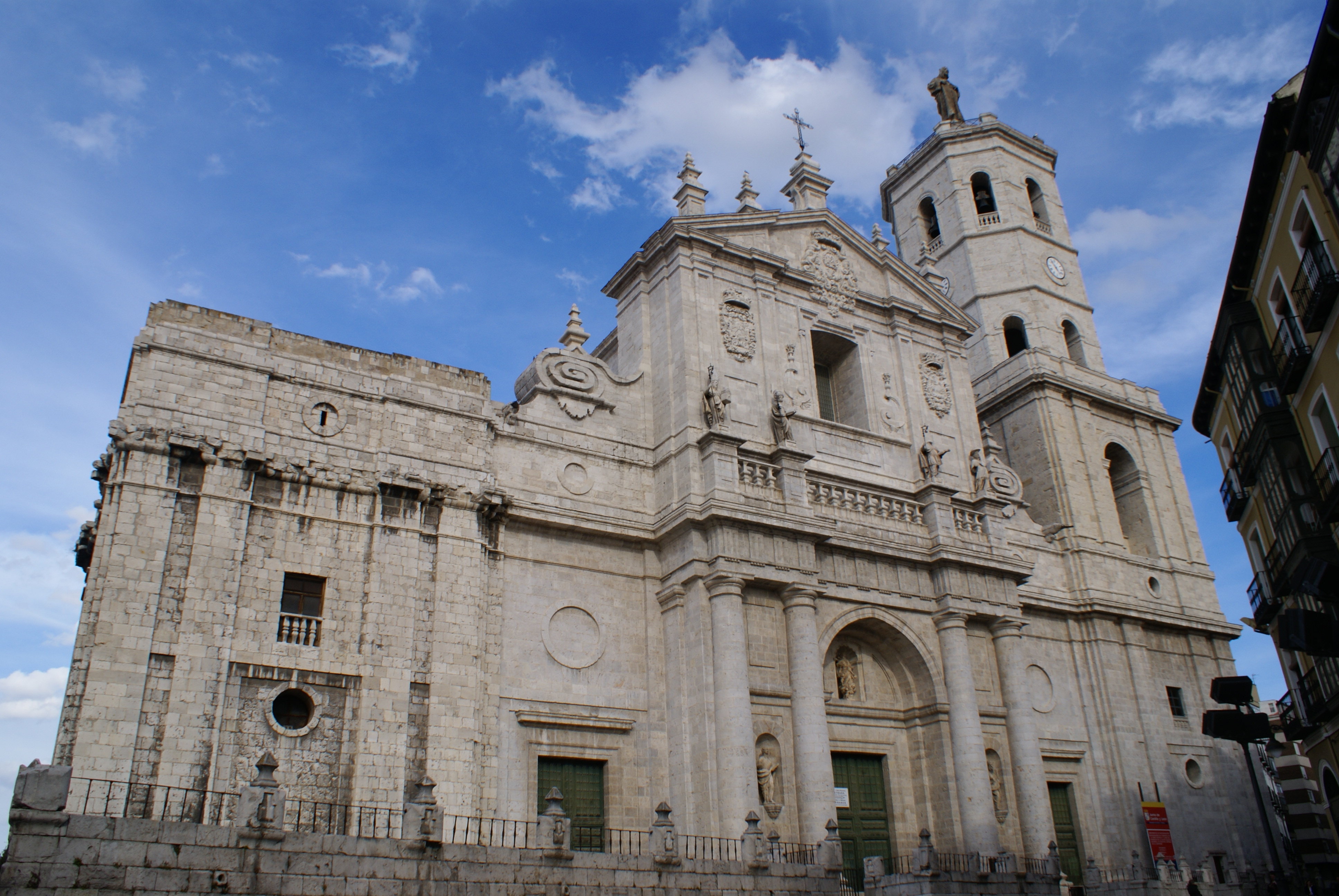
De kathedraal van Valladolid

Juan de Herrera (Roiz, 1530 – Madrid, 1593) was een Spaanse architect, wiskundige en landmeter.
Juan Herrera is een van de meest toonaangevende Spaanse architecten van de 16e eeuw en piekte tijdens de Spaanse renaissance. Zijn sobere en zelfs kale stijl in gebouwen zoals het klooster van San Lorenzo de El Escorial werd herreriaans genoemd en was representatief voor de architectuur van het Spaanse rijk van Filips II van Spanje en zijn Oostenrijkse opvolgers.
Als een man van de Renaissance was Herrera erg geïnteresseerd in alle takken van kennis in zijn tijd. Zijn Discurso sobre la figura cúbica (Toespraak over de kubus) vertelt ons iets over zijn opmerkelijke kennis over geometrie en wiskunde. Ook nam hij deel aan militaire campagnes van keizer Karel V in Duitsland, de Zuidelijke Nederlanden en Italië.

## Architectuur
Juan de Herrera rondde zijn opleiding aan de Universiteit van Valladolid in de lente van 1548 af. Hij startte zijn carrière als architect in 1561 met werken in het Palacio Real de Aranjuez. In 1563 begon zijn samenwerking met Juan Bautista de Toledo met de bouw van El Escorial. In 1562 schreef hij het boek Boek van de astronomische kennis (Libro del saber de astronomía). Na de dood van Juan Bautista de Toledo in 1567 werd Herrera de hoofdarchitect van de bouw. Herrera paste de plannen aan en verruimde de bouw waarmee ook zijn stijl werd geïntroduceerd waardoor het aanzicht van de façades veranderde. De belangrijkste elementen van dit ontwerp zijn een indrukwekkende horizontale uniforme samenstelling van kaal graniet, dit in tegenstelling tot de klassieke stijl van grote oppervlakten.
Hij bouwde de monumentale westelijke façade, de basiliek met zijn centrale positie en het paviljoen van de Patio de los Evangelistas (Hof van de Evangelisten). Hij wijzigde ook de constructietechnieken voor de daken. Deze, in de kloosterbouw geïntroduceerde, techniek beïnvloedde de Spaanse architectuur gedurende meer dan een eeuw en werd de herreriaanse stijl genoemd. 
De plannen voor de Kathedraal van Valladolid en de Archivo General de Indias zijn ook door hem ontworpen. Hij was ook de eerste ontwerper van het  Plaza Mayor in Madrid.

## Galerij

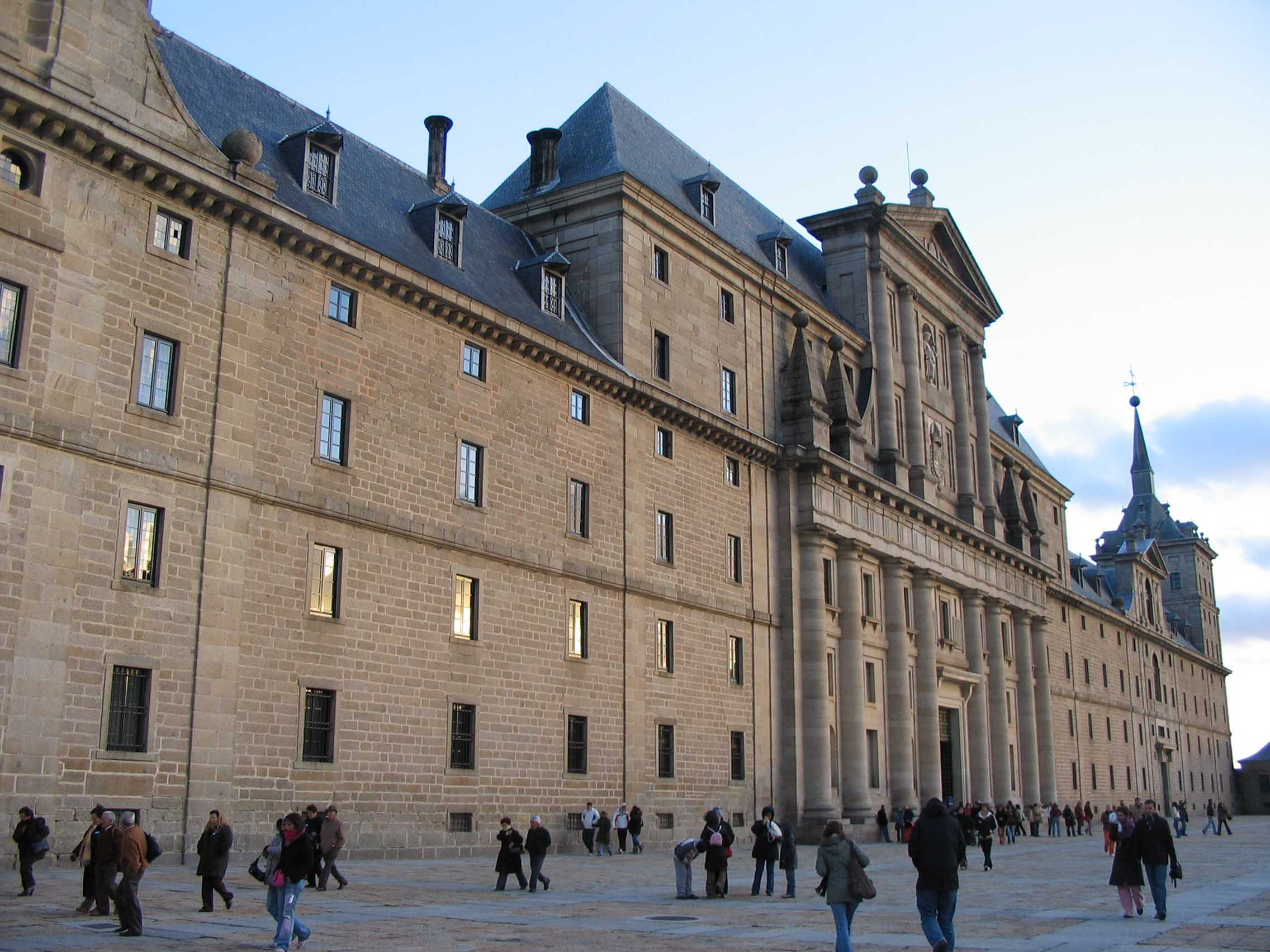
Façade van het klooster van El Escorial
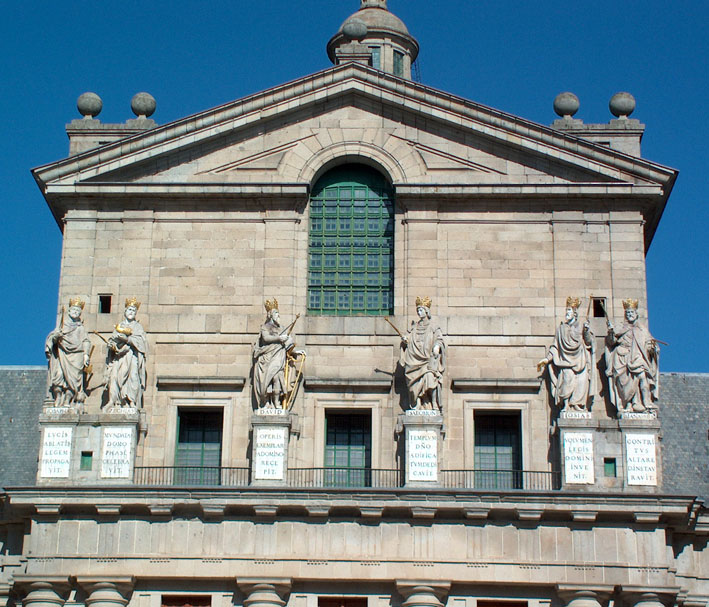
Detail van het hof der Koningen in El Escorial.
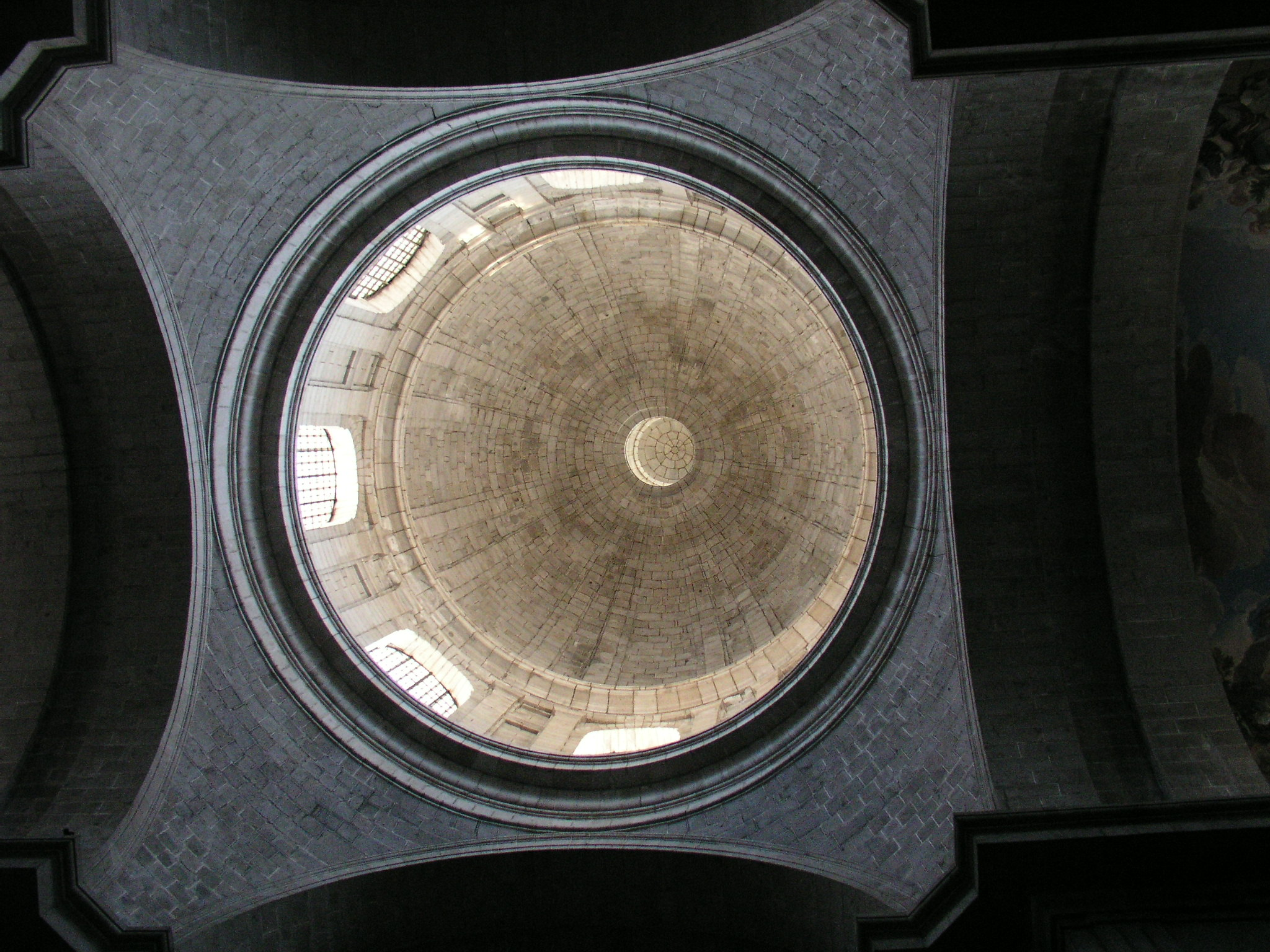
Koepel van de Basiliek van El Escorial
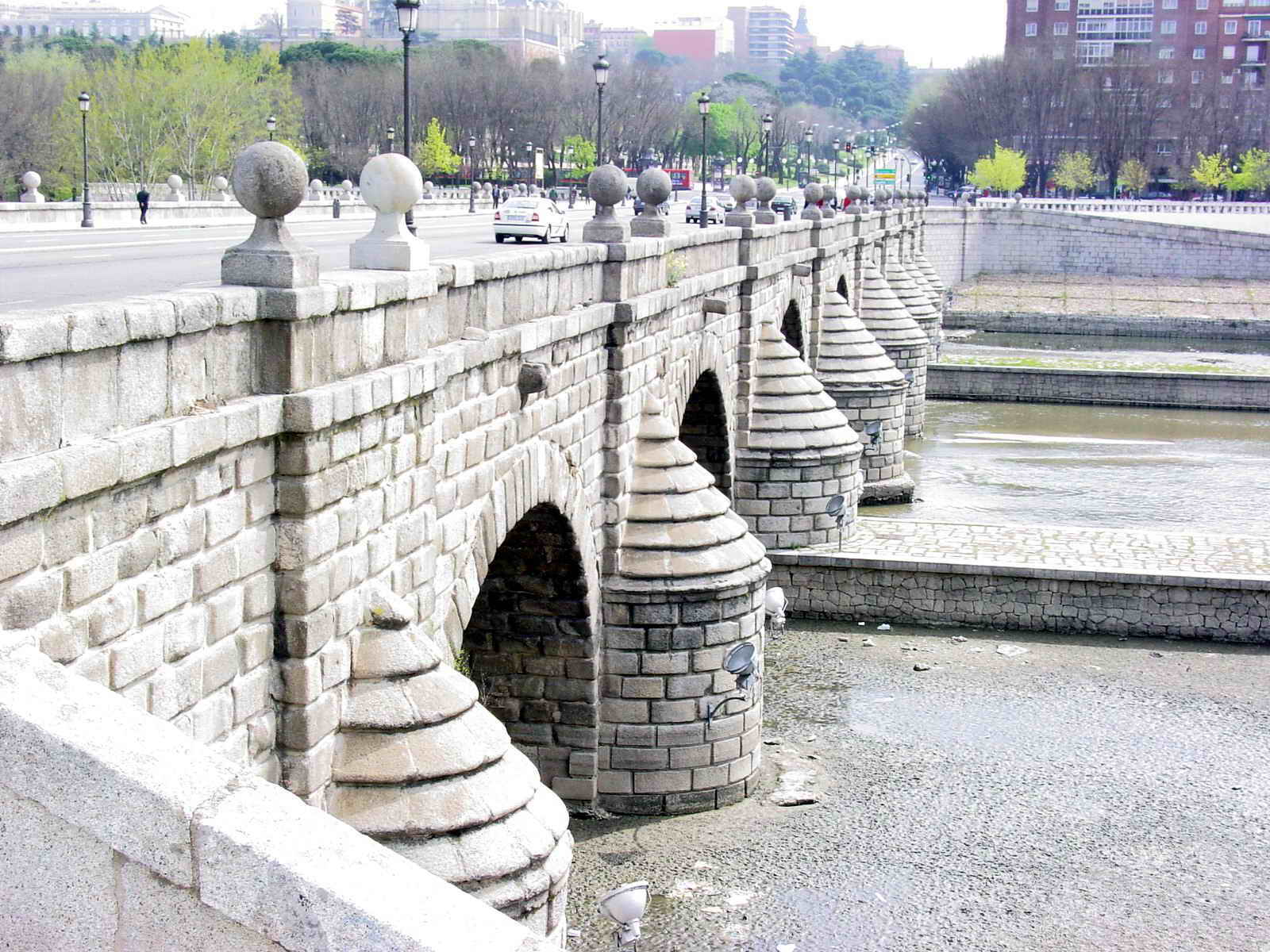
Segovia Brug in Madrid
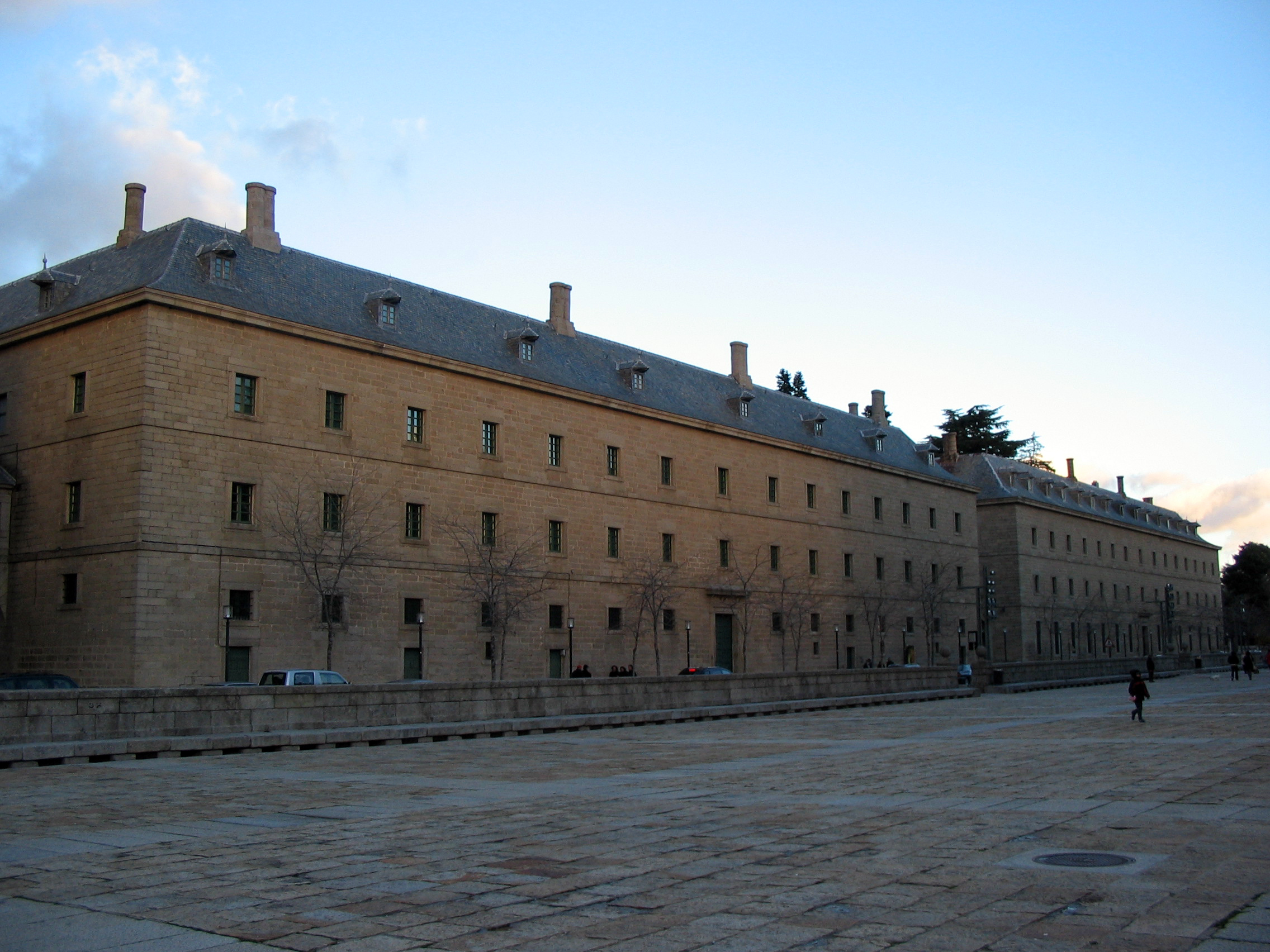
Huizen tegenover het klooster van El Escorial.
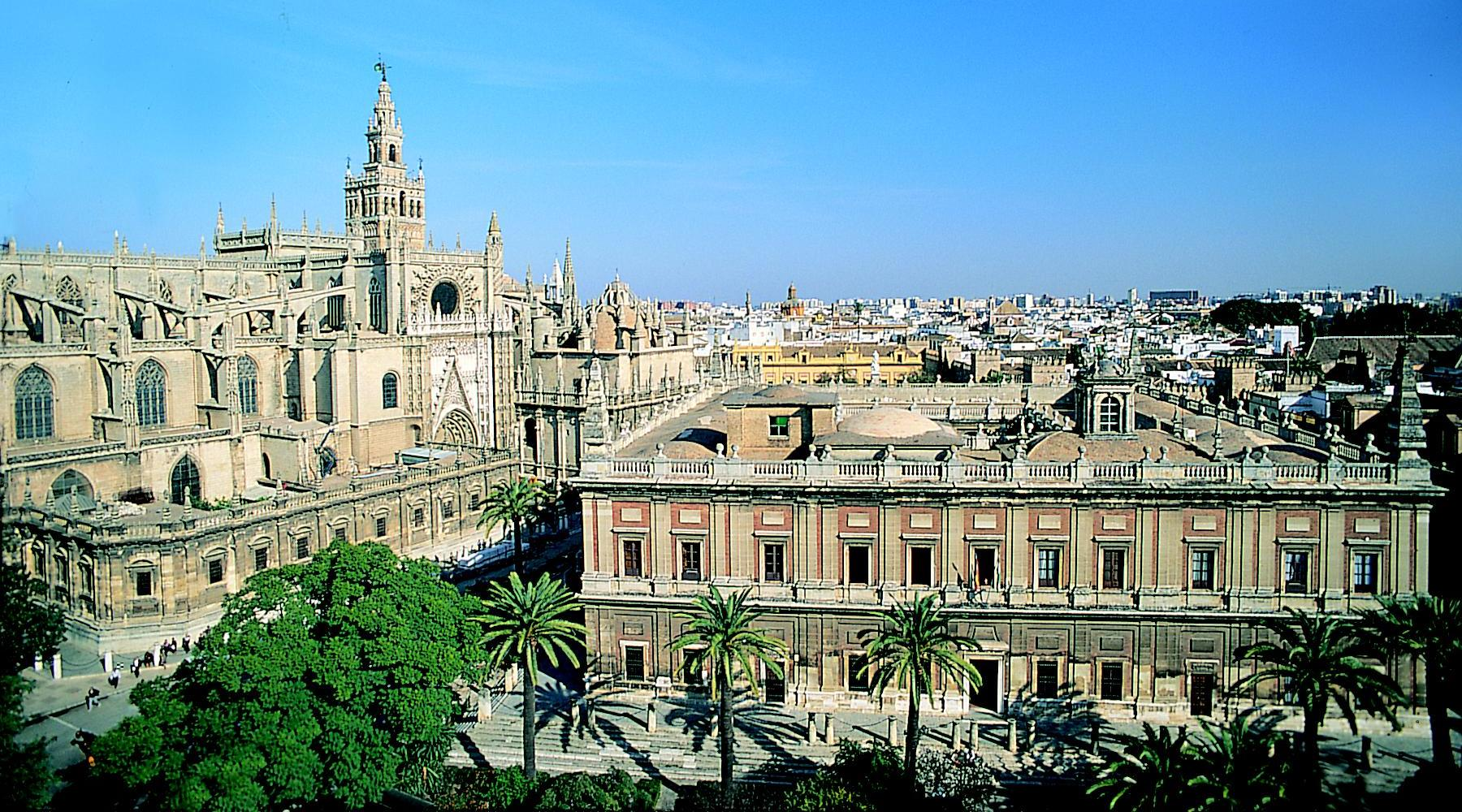
Archivo de Indias, Sevilla
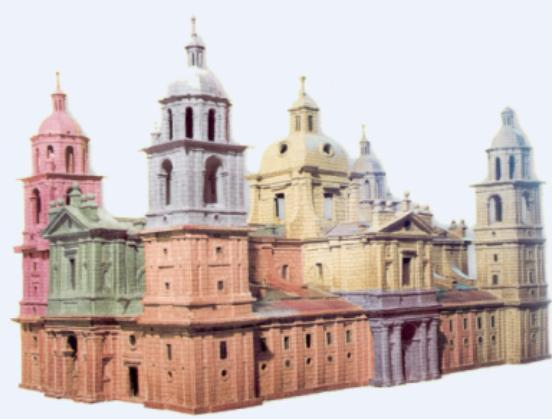
Model van de Kathedraal van Valladolid.

- Biblioteca Nacional de España: XX1000411
- Bibliothèque nationale de France: cb11975174b (data)
- Catàleg d'autoritats de noms i títols de Catalunya: 981058515539506706
- Gemeinsame Normdatei: 118800388
- International Standard Name Identifier: 0000 0000 8162 4798
- KulturNav: 399f6efe-4bf2-4d44-b6bb-9edb8d7cc5e5
- Library of Congress Control Number: n85366725
- Nationale Bibliotheek van Israël: 987007390657905171
- Nederlandse Thesaurus van Auteursnamen: 085028401
- RKD-Nederlands Instituut voor Kunstgeschiedenis: 486830
- Système universitaire de documentation: 027783588
- Trove: 816729
- Union List of Artist Names: 500116393
- Virtual International Authority File: 88624257
- WorldCat: E39PCjJ3rp7783JwqKYpVV7GVy